# 司马膺之
司马膺之（？—576年或577年），字仲庆，河内郡温县（今河南省焦作市温县）人，出自云中司马氏，东魏、北齐官员。

## 生平
司马膺之须发俊美，有风度仪容，热爱学习，注重自我修养，有很高的精神境界，历任中书侍郎、黄门侍郎。天平年间，司马膺之的叔叔司马子如担任宰相，司马膺之作为宰相的侄子，加上自身也有名望，所交游聚集的人都是当时的社会名流，与邢子才、王元景等人都是莫逆之交。当时司马膺之的大哥司马世云投靠叛贼侯景时，司马膺之作为司马世云要服齐衰杖期的亲属本应该被诛杀。因为司马膺之和兄弟们都有才学，被朝廷爱惜，高澄又因为司马子如的的老关系，特意赦免他们的死罪把他们流放到东魏北方边境的军镇。高洋继承霸府，司马子瑞和兄弟们得以返回。北齐接受禅让后，司马子如另封须昌县公，他将爵位回授给司马膺之。司马子如抚养侄子们非常慈爱，司马膺之兄弟们对待司马子如如同父亲一样。
司马膺之个性方正古朴，不落俗套。司马膺之和杨愔同时担任黄门郎，等到杨愔出任尚书令，司马膺之仍然对他行当初的对等之礼。杨愔有个堂姐去世，尚书卿尹都跪拜吊唁，司马膺之只是和杨愔握手后就出来了。司马膺之又曾经在路上遇到杨愔，杨愔有仪仗队开路，司马膺之就在树下侧身躲避。杨愔在车中望见司马膺之，让人呼唤他并对他说：“司马兄为何躲避小弟？”司马膺之说：“我只是躲避执法的红色棍棒，不是躲避你。”杨愔非常器重司马膺之，然而司马膺之的疏简和傲慢，整个天保年间，滞留原职没有得到提拔升迁。乾明年间，王晞向齐孝昭帝高演为司马膺之进言，司马膺之出任卫尉少卿，升任国子祭酒。河清末年，司马膺之又出任金紫光禄大夫。司马膺之患有痢疾，多年无法治愈。武平年间，司马膺之还是无法上朝，在家中出任仪同三司。三公的显贵，北齐近代以来用来赏赐有功之臣，司马膺之虽然为人猥杂其间，享受的等级称号和车服仪制还是很显贵。起初，司徒赵彦深出身孤贫，担任司马子如的管记，司马膺之非常轻视他，对赵彦深不以礼相待。等到赵彦深担任宰相，朝廷官员的车马云集赵家，司马膺之考虑此事，虽然受到赵彦深的邀请，却永不登门，每次与赵彦深相见，也只是拱手而已。太常卿段孝言是左丞相段韶的弟弟，官位名望很高，曾经拜访司马膺之的弟弟司马幼之，所有在座的人都钦慕段孝言。当时司马膺之受到疾病牵累，在外间倚靠小桌子坐下，不为段孝言的到来改变表情，直言说：“我患痢疾很久了，段太常不要见怪。”黄门郎陆杳是没有做官的贵族后生时，司马膺之曾经和他下棋。陆杳后来做官，司马膺之只是和他寒暄一下，下棋的事也停止了。司马膺之的住宅一向清净，家里没有杂乱的宾客，生性不喝酒，也不爱重宾客游士。司马膺之生病的时间长了，不能再读书，有时就用下棋打发日子。名士中有些人一直怀念司马膺之，时常前来拜访问候他，司马膺之没有过多的言语，只是谈论经典史籍。司马膺之喜欢读《太玄经》，还给扬雄的《蜀都赋》作注释，他经常说：“我想和扬雄来往。”司马膺之患痢疾十七年，最终也没治愈。北齐灭亡的那一年，司马膺之因为痢疾去世。

## 其他
太宁元年（561年），齐武成帝高湛在南宫即位为皇帝时，当日就要大赦天下，库令在殿门外制造金鸡，宋孝王不知道其中含义，向光禄大夫司马膺之询问说：“大赦的时候制造金鸡，这是什么意思？”司马膺之回答说：“根据《海中星占》：‘天鸡的星星动了，就会有大赦。因此，帝王以鸡为大赦的预测’。”

## 家庭

### 祖父母
- 司马兴龙，北魏鲁阳郡太守
- 略阳垣氏，北魏武威郡太守垣通第二女，垣南姿二姑[7]

### 父母
- 司马纂，北魏追赠岳州刺史
- 垣南姿，北魏武威郡太守垣通孙女，平北司马垣叡之女[7]

### 兄弟姐妹
- 司马世云，东魏卫将军、颍州刺史
- 司马子瑞，北齐祠部尚书、温县文节伯
- 司马幼之，隋朝眉州刺史
- 司马季冲，北周左中郎将

### 夫人
- 陇西李氏，北魏通直散骑侍郎、齐州刺史李瑾之女[7]

### 子女
- 司马敬则，长子[7]
- 司马客僧，次子，夫人范阳卢氏，任城郡太守卢子□之女[7]
- 司马敬徽[7]
- 司马□易，长女，嫁仪同三司尉相贵[7]
- 司马相游，次女[7]